# شاهزاده مونه‌تاکا
شاهزاده مونه‌تاکا ((به ژاپنی: 宗尊親王 Munetaka); ۱۵ دسامبر ۱۲۴۲ – ۲ سپتامبر ۱۲۷۴) شاعر، و خوشنویس و ششمین شوگون از شوگون‌سالاری کاماکورا از ۱۲۵۲ تا ۱۲۶۶ در ژاپن بود. وی نخستین پسر هشتاد و هشتمین امپراتور امپراتور گو-ساگا بود و در سن ده سالگی جانشین شوگون قبلی فوجیوارا نو یوریتسوگو شد. وی یک حاکم دست‌نشانده بود و در اصل کشور توسط خاندان هوجو اداره می‌شد. دعوت از اعضای خانواده امپراتوری از دربار امپراتوری به عنوان شوگون از زمان هوجو توکیماسا (پدرزن میناموتو نو یوریتومو)، یکی از چهره‌های کلیدی در ایجاد شوگون‌سالاری کاماکورا، یک آرزو بوده است. پس از سه نسل از شوگون‌های گنجی و دو نسل از شوگون‌های سکانکه (خانواده ای بسیار معتبر در میان خاندان فوجیوارا که به عنوان نایب السلطنه خدمت می‌کردند)، سرانجام نوبت به عنوان میاشوگون (شوگون خانواده امپراتوری) رسید. شاهزاده مونه‌تاکا با وجود اینکه یک شوگون شد، سعی نکرد در سیاست مداخله کند و در عین حال که با واکا (شعر) آشنا شد، زندگی آرامی داشت. با این حال، مانند سایر شوگون‌ها، او در نهایت توسط خاندان هوجو از سمت خود برکنار شد و به پایتخت بازگردانده شد.

## زمینه
در آغاز دوره کاماکورا، زمانی که از طرف شوگون‌سالاری کاماکورا درخواست کردند که یکی از اعضای خانواده امپراتوری شوگون شود، هشتاد و دومین امپراتور گوتوبا (گوتوبا تنو: پس از کناره‌گیری از تاج و تخت، امپراتور بازنشسته گوتوبا) این پیشنهاد را رد کرد.
این دلیل شورش جوکیو بود. با این حال، پس از شکست دربار امپراتوری توسط شوگون‌سالاری کاماکورا در جنگ جوکیو، دربار امپراتوری قدرتی برای رد درخواست‌های شوگون سالاری نداشت.
علاوه بر این، امپراتور گوساگا دلیل دیگری برای رد نکردن پیشنهاد شوگون سالاری داشت. پس از شورش جوکیو، هشتاد و سومین امپراتور امپراتور تسوچیمیکادو (پسر امپراتور گوتوبا) به عنوان یکی از سرکردگان جلو آمد و تبعید شد، اما امپراتور تسوچیمیکادو در واقع در برنامه سرنگونی شوگون‌سالاری نقش نداشت. شوگون‌سالاری با این امر همدردی کردند و امپراتور گوساگا، پسر امپراتور سوچیمیکادو را مجبور کردند که امپراتور شود و امپراتور گوساگا نتوانست درخواست شوگون‌سالاری را رد کند.

## انتخاب شاهزاده به شوگونی
شاهزاده مونه‌تاکا اولین فرزند پسر امپراتور گوساگا است. پسران دیگری هم بودند، با این وجود شاهزاده مونه‌تاکا انتخاب شد. در واقع، مادر شاهزاده امپراتوری مونه‌تاکا، دختر تایرا نو مونه‌موتو بود که مسئولیت ساخت کاخ در پایتخت را بر عهده داشت و او به عنوان ملکه امپراتور از موقعیت اجتماعی بالایی برخوردار نبود.
در آن زمان موقعیت مادر و موقعیت خانوادگی نیز از عوامل مهم امپراتور شدن بود. تقریباً در همان زمان، دختر «سایونجی سانجی» رده بالاتر، چوگو (همسر اصلی) امپراتور گوساگا شد و باردار شد و فرزند چوگو به عنوان جانشین مقام امپراتور در نظر گرفته شد.
به عبارت دیگر، احتمال امپراتور شدن شاهزاده مونه‌تاکا تقریباً صفر بود. از این نظر، او بهترین فرد برای فرستادن به کاماکورا بود. شاهزاده امپراتوری مونه‌تاکا در ۱۹ مارس ۱۲۵۲ (کنچو ۴) از پایتخت خارج شد و در ۱ آوریل وارد کاماکورا شد. روز بعد، شوگاون سابق، فوجیوارا نو یوریتسوگو، به جای او به پایتخت رفت.

## شیکن
از زمان شوگون دوم، میناموتو نو یوری‌ایه، رئیس عملی شوگون‌سالاری کاماکوراا نه شوگون، بلکه شیکن «نایب السلطنه» (موقعیتی که به شوگون کمک می‌کند) بوده است. این یک قانون نانوشته بود که قدرت حکمرانی از نسلی به نسل دیگر توسط خاندان هوجو به ارث می‌رسید.
با این حال، شیکن سوم، هوجو یاسوتوکی، می‌ترسید که در میان خاندان هوجو بر سر انتخاب شیکن اختلافی ایجاد شود و خانواده خود را توکوسو (شاخه اصلی خاندان هوجو) نامید و شیکن در خاندان خود را ارثی کرد. در نتیجه، توکوسو تنها قدرت درون خاندان هوجو شد.
در زمان هوجو یاسوتوکی، او پسری به نام «هوجو توکیجی» داشت، اما چون هوجو اوجیتوکی زود درگذشت، پسرش «هوجو تسونه‌توکی» (نوه هوجو یاسوتوکی) در سال ۱۲۴۲ به عنوان شیکن چهارم (نینجی ۳) انتخاب شد. چهار سال بعد، در سال ۱۲۴۶، زمانی که هوجو تسونه‌توکی درگذشت، پسرش هنوز کودک بود، بنابراین شیکن پنجم برادر کوچکترش هوجو توکی‌یوری شد.

## شوگونی
در سال ۱۲۵۶، چهار سال پس از ورود شاهزاده امپراتوری مونه‌تاکا به کاماکورا، شیوع سرخک در سراسر ژاپن گسترش یافت. بسیاری از اعضای خانواده امپراتوری در پایتخت جان خود را از دست دادند. شوگون چهارم، فوجیوارا نو یوریتسونه که به پایتخت بازگشته بود نیز بر اثر این بیماری درگذشت.
ویروس به کاماکورا سرایت کرد، جایی که حتی شاهزاده امپراتوری مونه‌تاکا، هوجو توکی‌یوری و حتی پسر ارشد هوجو ناگاتوکی (برادرزاده هوجو یاسوتوکی) تحت تأثیر قرار گرفتند. هوجو توکی‌یوری در حدود سپتامبر بیمار شد. در آن زمان، او به‌طور موقت بهبود یافت، اما در نوامبر به اسهال خونی مبتلا شد.
هوجو توکی‌یوری از سمت نایب السلطنه کنار رفت و تصمیم گرفت راهب بودایی شود. با این حال، «پسر قانونی» او (چاکوشی: وارث مرد)، هوجو سیجو (بعداً شیکن هشتم، هوجو توکیمونه)، تنها ۵ سال داشت که نمی‌توانست مسئول شود؛ بنابراین، هوجو توکی‌یوری، هوجو ناگاتوکی را از روکوهارا تاندای (شاخه ای از شوگون‌سالاری که پس از شورش جوکیو برای محافظت از پایتخت و نظارت بر دربار امپراتوری منصوب شده بود) به یاد آورد. این برخلاف قانون تعیین شده توسط هوجو یاسوتوکی است که شیکن باید از توکوسو  انتخاب شود.
با این حال، این فقط یک دوره موقت بود تا زمانی که هوجو سیجو بالغ شود، و به این معنی نبود که او موقعیت بالای شاخه اصلی خاندان هوجو را در نظر نگرفته است. هوجو ناگاتوکی به خوبی از این موضوع آگاه بود.

## شوگون شاعر
شاهزاده امپراتوری سوتاکا شاعری همتراز با سومین شوگون، میناموتو نو سانه‌تومو بود، و شوکوکوکین واکاشو (شوکوکوکین واکاشو) را در اواخر دوره کاماکورا به دستور امپراتور گوساگا [امپراتور بازنشسته آن زمان] نوشت مجموعه اشعار واکا که توسط او ساخته شده است، ۶۷ شعر او برای گلچین شعر ژاپنی که به دستور او خلق شد، انتخاب شد که بیشترین تعداد شعر توسط هر شاعری بود.
یکی دیگر از کسانی که شعرش برگزیده شد، فوجیوارا نو میتسوتوشی بود که معلم آواز شاهزاده مونه‌تاکا است و بارها از پایتخت به کاماکورا سفر کرده است تا آواز خواندن را به او بیاموزد.
همه در حکومت شوگونی با پرنس مونه‌تاکا با ملاحظه رفتار می‌کردند، زیرا او از سیاست دوری می‌کرد و از شعر واکا لذت می‌برد. با این حال، وضعیت زمانی تغییر کرد که هوجو توکی‌یوری، شوگون پنجم، در سال ۱۲۶۳ (سال سوم دوران هیروکو) درگذشت و هوجو ناگاتوکی، شیکن ششم، نیز در سال ۱۲۶۴ (سال اول دوران بونی) درگذشت.
هفتمین شیکن هوجو ماسامورا بود که در آن زمان ۶۰ سال داشت. هوجو ماسامورا برادر کوچکتر نایب السلطنه سوم، هوجو یاسوتوکی بود و عضوی از خانواده توکوسو نبود. اگرچه او در ابتدا در موقعیتی نبود که بتواند نایب السلطنه شود، هوجو توکیمونه که مدتها در انتظار شیکن شدن او بودند، در آن زمان تنها ۱۴ سال داشت. اگر هوجو توکیمونه ۱۴ ساله شیکن می‌شد، شاهزاده امپراتوری مونه‌تاکا، که قبلاً ۲۳ سال داشت، ممکن بود سعی کند هوجو توکیمونه را زیر نفوذ خود بگیرد. این چیزی بود که خاندان هوجو از آن واهمه داشت. به عبارت دیگر، نشان می‌داد که شاهزاده امپراتوری مونه‌تاکا، به عنوان یک حاکم دست‌نشانده در شرف غیر ضروری شدن است.

## پایان شوگونی
در آوریل ۱۲۶۶ (بونئی ۳)، زمانی که شاهزاده امپراتوری مونه‌تاکا بیمار در رختخواب خود دراز کشیده بود، شایعه ای در بین شوگون سالاری منتشر شد مبنی بر اینکه او مخفیانه نقشه می‌کشد تا نزدیک‌ترین ملازمان خود را به بهانه یک گردهمایی شعر جمع کند و هوجو توکیمونه را سرنگون کند. شروع به پخش شدن کرد.
شوگون سالاری تصمیم گرفت که شاهزاده امپراتوری مونه‌تاکا را که باعث این مشکل شده بود، برکنار کند و پسرش، شاهزاده امپراتوری کوره‌یاسو را که در آن زمان تنها سه سال داشت، شوگون کند.
در ژوئیه همان سال، شاهزاده مونه‌تاکا در حالی که حتی اجازه پیدا نکرد با فرزندش خداحافظی کند، مستقیماً از کاخ گوشو در کاماکورا به پایتخت بازگردانده شد. در راه بازگشت به کیوتو، در معبد هونرنجی (شهر فوجیساوا، استان کاناگاوا) توقف کرد و شعری نوشت و دعا کرد که هرگز به کاماکورا برنگردد.